# Wakaliwood
Wakaliwood, también conocido como Ramon Film Productions es un estudio de cine con sede en Wakaliga, un barrio marginal en la capital de Uganda, Kampala . Su fundador y director es Isaac Godfrey Geoffrey Nabwana, alias Nabwana IGG, a quien se ha llamado el Quentin Tarantino de Uganda, por la violencia gráfica de sus películas. Wakaliwood es conocido por sus películas de acción de ultra bajo presupuesto (estimado en la región de $ 200), como Who Killed Captain Alex?, Bad Black, Tebaatusasula y la próxima película colaborativa Tebaatusasula: Ebola .

## Historia
Isaac Nabwana pasó su infancia durante el brutal régimen de Idi Amin en la década de 1970. Mientras que el resto de Uganda se vio afectado por la violencia y la limpieza étnica, las tierras de cultivo que poseía el abuelo de Nabwana eran relativamente pacíficas. Su inspiración para el cine provino de las retransmisiones de Hawaii Five-O y Logan's Run en la televisión, así como de su amor por las películas de acción de Hollywood y las películas de artes marciales de su infancia. Como nunca había estado en un teatro, se basó principalmente en las descripciones de sus hermanos y amigos de las películas que acababan de estrenarse en los cines. En 2005, después de tomar un curso de computación sobre edición de video y ver tutoriales en video sobre cómo hacer cine, Nabwana fundó Ramon Film Productions y la nombró en honor a sus abuelas, Rachael y Monica.
Alan Hofmanis, director de festivales de cine con sede en la ciudad de Nueva York, viajó a Uganda después de que un amigo que trabajaba en una ONG le mostrara un tráiler de ¿Quién mató al capitán Alex? en YouTube Después de conocer a Nabwana y producir un documental sobre Ramon Film Productions, Hofmanis se mudó a Uganda para ayudar a promover el cine de Wakaliwood en todo el mundo. También obtuvo un papel protagónico en la película Bad Black de Nabwana de 2016 y ha sido llamado "la primera estrella mzungu de cine de acción de Uganda".
El estudio fabrica accesorios y foques con piezas de bricolaje, que los comentaristas han comparado con los primeros días de Hollywood . Entre los accesorios del estudio se encuentra la estructura de un helicóptero de tamaño completo que se ha convertido en un elemento básico en todas las películas de Wakaliwood. Nabwana filma y edita sus películas usando computadoras viejas que él ensambla. Las tracas y la sangre teatral, utilizados para simular disparos sangrientos, están hechos de condones llenos de colorante rojo para alimentos y atados a hilos de pescar antes de pegarlos al pecho de los actores. Nabwana había usado previamente sangre de vaca, pero se vio obligado a suspender su uso después de que uno de sus actores desarrollara brucelosis .
Al finalizar una película, los actores venden copias de DVD de puerta en puerta en un período de tiempo de una semana para asegurarse de ganar dinero antes de que la película sea pirateada.
En Uganda, el público va a las salas de video donde los VJ narran una película, traducen el diálogo y agregan sus propios comentarios, haciendo películas de bajo presupuesto con comentarios de VJ como películas de culto .
El 2 de marzo de 2015, Wakaliwood inició una campaña de Kickstarter para recaudar 160 dólares estadounidenses para la película Tebaatusasula: Ébola . El estudio pudo recibir más de 13 000 dólares estadounidenses de 374 patrocinadores antes del 1 de abril. Tebaatusasula: Ebola es la secuela directa de ¿Quién mató al capitán Alex? y una nueva versión de la película de 2010 Tebaatusasula, que se perdió después de que una subida de tensión masiva destruyó el disco duro que contenía la película. En septiembre de ese año, el equipo de Wakaliwood asistió al Festival Nyege Nyege en Jinja y pasó dos días filmando Attack on Nyege Nyege con los asistentes al festival como extras.
Bad Black fue uno de los favoritos de la crítica y del público en el Festival Internacional de Cine de Seattle en 2017. La película obtuvo una presentación en el último día del festival, lo que hace que el número total de proyecciones sea de cuatro. La sesión de preguntas y respuestas de la audiencia de Seattle con el director se llevó a cabo a través de Skype . En 2020, Wakaliwood colaboró con la banda alemana de death metal melódico Heaven Shall Burn para dirigir el video musical de "Eradicate", de su álbum "Of Truth and Sacrifice" . Como grupo de artistas, Wakaliga Uganda fue invitado a documenta quince en 2022.

## Filmografía
- Valentine: Satanic Day (2010)
- Tebaatusasula (2010, película perdida)
- ¿Quien mató al capitán Alex? (2010)
- The Return of Uncle Benon (2011)
- Rescue Team (2011)
- Bukunja Tekunja Mitti: The Cannibals (2012)
- Black: The Most C.I.D. Wanted (2012)
- The Crazy World: A Waka Starz Movie (2014)
- Bukunja Tekunja Mitti: The Cannibals (2015)
- The Revenge (2015)
- Attack on Nyege Nyege Island (2016)
- Bad Black (2016)
- Once a Soja (Agubiri The Gateman) (2017)
- The Ivory Trap (2017)
- Kapitano (2018)
- Crazy World (2019)
- Heaven Shall Burn - "Eradicate" (2020, video musical)
- Operation Kakongoliro! The Ugandan Expendables (próximamente)
- Eaten Alive in Uganda (próximamente)
- Tebaatusasula: Ebola (próximamente)
- Revenge 2 (próximamente)
- Plan 9 From Uganda (título provisional)
- Benon (fecha desconocida)
- Ejjini Kyaalo (fecha desconocida)
- Ejjini Lye Ntwetwe (fecha desconocida)
- Juba: The Snake Girl (fecha desconocida)
- Night Dancers: Fueled by Meat, Driven by Blood (fecha desconocida)

## enlaces externos
- Sitio web oficial

- Datos: Q20002690